# A Cry in the Night
A Cry in the Night è il primo EP del gruppo musicale heavy metal statunitense Virgin Steele, pubblicato in Europa dall'etichetta discografica Music for Nations nel 1983 in formato 45 giri. Negli Stati Uniti uscì col titolo 
Wait for the Night, con l'omonima canzone come quarta traccia e con il brano Don't Say Goodbye (Tonight) al posto di A Cry in the Night.

## Il disco

### In Europa
La traccia d'apertura è la title track, in versione remix rispetto all'originale apparsa sul precedente album intitolato Guardians of the Flame, che uscì lo stesso anno. I due brani successivi furono registrati appositamente per questa uscita, mentre l'ultima traccia è un'intervista alla band effettuata da Mark Snider (fratello di Dee Snider dei Twisted Sister) e con un sottofondo musicale suonato al piano da David DeFeis. La copertina di questa versione è differente da quella americana e raffigura un angelo sovrastato da un bagliore, disegnato con colori tenui.

#### Il singolo
Esiste anche una versione in formato 7" uscita come singolo con la canzoni: A Cry In The Night sul lato A e I Am the One su lato B; la copertina è la stessa dell'EP.

### Negli USA
L'edizione per il mercato americano differisce per la prima e l'ultima traccia, rispettivamente: Don't Say Goodbye (Tonight), anch'essa in versione remix rispetto all'originale presente sull'album precedente, e Wait for the Night, fino ad allora inedita. In questo caso la copertina presenta una foto della band in piedi dietro alle fiamme.

### Ristampa
Sebbene questo EP non sia mai stato ristampato, le tracce presenti nelle due edizioni, ad esclusione di quelle in versione remix, sono incluse nella ristampa in CD dell'album Guardians of the Flame pubblicata dal Sanctuary Records nel 2002.

## Tracce

### A Cry in the Night
Lato A
1. A Cry in the Night (remix) – 3:58 (David DeFeis)
2. I Am the One – 3:45 (testo: David DeFeis – musica: David DeFeis, Jack Starr)

Lato B
1. Go Down Fighting – 3:27 (Jack Starr)
2. Interview – 6:42 (musica: David DeFeis)

### Wait for the Night
Lato A
1. Don't Say Goodbye (Tonight) (remix) – 4:17 (David DeFeis)
2. I Am the One – 3:45 (testo: David DeFeis – musica: David DeFeis, Jack Starr)

Lato B
1. Go Down Fighting – 3:27 (Jack Starr)
2. Wait for the Night – 4:14 (Jack Starr)

## Formazione
- David DeFeis - voce, tastiere
- Jack Starr - chitarra elettrica
- Joe O'Reilly - basso
- Joey Ayvazian - batteria